# Jawahar Nagar, Sedam
Jawahar Nagar là một làng thuộc tehsil Sedam, huyện Gulbarga, bang Karnataka, Ấn Độ.